# To Be or Not to Be (The Hitler Rap)
«To Be or Not to Be» (с англ. — «Быть или не быть»), также известная как «The Hitler Rap» (с англ. — «Гитлеровский рэп») — песня, записанная Мелом Бруксом в 1983 году для Island Records. Песня вошла в альбом саундтреков к одноимённому фильму. Песня была создана на основе бурлеск-шоу из фильма, но не появилась в нём. Песня также перекликается с фильмом Брукса 1967 года «Продюсеры» со строчками «Не будь глупым, будь умным. Приходи и вступай в нацистскую партию», взятыми из песни «Springtime for Hitler» (с англ. — «Весна для Гитлера»).
В сопровождающем музыкальном видео Мел Брукс одет как Адольф Гитлер и исполняет рэп о ключевых событиях в жизни Гитлера в нацистской Германии. Помимо этого фюрер танцует брейк-данс с полураздетыми танцовщицами. Концовка ссылается на предполагаемый побег Гитлера в Аргентину в конце Второй мировой войны.
Несмотря на ограниченный успех в Соединённых Штатах, песня сумела занять высокие позиции в чартах Австралии и Великобритании, заняв третье место в Австралии и 12-е место в UK Singles Chart. Она также заняла первое место в Норвегии и второе место в Швеции.

## Список композиций
- 12" single[5]

1. «To Be or Not to Be (The Hitler Rap) (Part 1)» — 7:43
2. «To Be or Not to Be (The Hitler Rap) (Part 2)» (Instrumental Mix) — 7:51

## Чарты

### Еженедельные чарты
| Чарт (1983—1984)                   | Высшая позиция |
| ---------------------------------- | -------------- |
| Австралия (Kent Music Report)      | 3              |
| Бельгия/Фландрия (Ultratop 50)     | 23             |
| Германия (GfK)                     | 11             |
| Ирландия (IRMA)                    | 8              |
| Новая Зеландия (Recorded Music NZ) | 24             |
| Норвегия (VG-lista)                | 1              |
| Швеция (Sverigetopplistan)         | 2              |
| Швейцария (Schweizer Hitparade)    | 15             |
| Великобритания (OCC UK Singles)    | 12             |

### Итоговые годовые чарты
| Чарт (1984)                   | Позиция |
| ----------------------------- | ------- |
| Австралия (Kent Music Report) | 50      |